# The Wolfpack
The Wolfpack is een Amerikaanse documentairefilm uit 2015. De film won in 2015 de U.S. Documentary Grand Jury Prize tijdens het Sundance Film Festival en werd in juni 2016 uitgezonden door de VPRO.

## Synopsis
Zes broers groeiden in afzondering op in een appartement in Manhattan (New York). Hun vader zag zijn gezin als commune en de buitenwereld als boosaardig. Van hun moeder kregen ze thuis les. De ouders ontmoetten elkaar als Peruviaanse gids en reizend hippiemeisje uit Michigan. Ze wilden naar Scandinavië emigreren maar bleven in New York steken. De broers, allen met namen uit het Sanskriet, kwamen zelden buiten en alleen onder begeleiding. De buitenwereld kenden ze vooral door de vijfduizend speelfilms die op dvd en videobanden in het huis aanwezig waren. Scènes uit de films spelen ze na met zelfgemaakte outfits en attributen. In januari 2010 ging de vijftienjarige broer tegen de instructies in een wandeling maken. Daarna durfden ook de andere broers de wereld te ontdekken.

## Achtergrond
Regisseur Moselle ontmoette de broers in 2010 toen deze samen door de stad liepen, gekleed als de acteurs van Reservoir Dogs. Hun wederzijdse liefde voor films vergemakkelijkte het contact. Het filmen duurde drie jaar. De enige dochter van het gezin, een geestelijk gehandicapt meisje, wordt in de film slechts sporadisch getoond. De vader laat zich tijdens de opnamen weinig zien.